# Panaxia arisana
Panaxia arisana là một loài bướm đêm thuộc phân họ Arctiinae, họ Erebidae.